# Yakovlev Yak-141
Lo Yakovlev Yak-141 (in caratteri cirillici Яковлев Як-141, nome in codice NATO Freestyle) era un aereo da caccia imbarcato VTOL progettato dall'OKB 115 diretto da Aleksandr Sergeevič Jakovlev e sviluppato in Unione Sovietica a partire dalla metà degli anni settanta.
Progettato per sostituire lo Yak-38, non entrò mai in servizio a causa della cancellazione del programma, avvenuta nel 1992.

## Sviluppo
Negli anni settanta, l'unico caccia imbarcato operativo in Unione Sovietica era lo Yak-38 Forger. Questo velivolo, che all'epoca costituiva la sola componente ad ala fissa dell'aviazione imbarcata della VMF, aveva numerose limitazioni. Nel dettaglio, l'autonomia superava appena i 700 km, il carico bellico trasportabile era scarso e la velocità massima era di circa 1 000 km/h.
Le limitazioni del Forger erano tali che la decisione di intraprendere lo sviluppo di un nuovo caccia VTOL per la VMF venne presa pochi anni dopo l'ingresso in servizio dello Yak-38. Infatti, l'OKB Yakovlev iniziò gli studi sullo Yak-141 nel 1975, appena quattro anni dopo il primo volo del Forger.
I progettisti si resero conto che i problemi dello Yak-38 potevano essere risolti solo ricorrendo ad una macchina di dimensioni maggiori e con un impianto propulsivo più potente. Il risultato del lavoro dei tecnici Yakovlev fu l'Izdelye 48, un aereo in parte basato sul progetto del Forger: lo Yak-41. Il nuovo velivolo risultò il 30% più grande e pesante (a vuoto) del predecessore, con un peso massimo al decollo che era quasi il doppio.
Per spingere il velivolo a velocità adeguate, inoltre, fu necessario sviluppare un sistema propulsivo completamente nuovo.
Nel 1977, fu presa ufficialmente la decisione di procedere con lo sviluppo dell'aereo, e negli anni successivi venne anche intrapresa la costruzione di una Kiev modificata, la Baku, progettata appositamente per operare con lo Yak-41.
Nel 1985 venne deciso di modificarne le attitudini rendendo lo Yak-41 un caccia imbarcato multiruolo piuttosto che un intercettore rigidamente dedicato. La nuova versione (Izdelye 48M) ricevette il nome di Yak-41M. Le modifiche del progetto provocarono però forti ritardi nello sviluppo dell'aereo. Ulteriori ritardi furono anche provocati da limitazioni di budget e problemi nella messa a punto dell'impianto propulsivo: era infatti previsto che lo Yak-41M montasse motori ulteriormente perfezionati rispetto al precedente progetto.
Complessivamente, vennero costruiti quattro esemplari dello Yak-41M. I primi due (48-0 e 48-1) erano modelli non volanti, da utilizzare nelle prove a terra. Nel dettaglio, il 48-0 fu utilizzato per test statici e strutturali, mentre il 48-1 (conosciuto anche come o 48 giallo) venne impiegato per i test sui motori. Gli altri due, 48-2 (75 bianco) e 48-3 (77 bianco), furono usati per le prove in volo.
Un satellite spia occidentale fotografò uno dei prototipi intorno alla metà degli anni ottanta, presso il centro sperimentale Žukovskij. Il nuovo aereo ricevette il nome in codice Nato temporaneo di Ram-T.
Tuttavia, furono necessari ancora diversi anni per la messa a punto definitiva del velivolo. Infatti, il prototipo fu portato in volo per la prima volta solo il 19 marzo 1989 Il. Ai comandi del velivolo c'era il pilota collaudatore Andrei Sinitsin. Il nuovo velivolo ricevette il nome in codice NATO di Freestyle.
Il primo decollo verticale ebbe invece luogo il 29 dicembre 1989..

## Tecnica
Lo Yak-41 costituiva un deciso miglioramento rispetto allo Yak-38, sia in termini di prestazioni, sia di dotazioni avioniche.

### Struttura ed avionica
La cellula dell'aereo era stata costruita facendo un ricorso piuttosto esteso ai materiali compositi. In particolare, il 28% del peso della struttura era costituito da fibra di carbonio. La restante parte dell'aereo, invece, era fatta principalmente in lega di titanio.
Il peso dell'aereo, a vuoto equipaggiato, era di 11 650 kg. Il peso massimo variava invece a seconda del tipo di decollo.
- Decollo verticale: 15 800 kg.
- Decollo corto: 19 500 kg.

Il Freestyle era caratterizzato da un disegno aerodinamico pulito, che, insieme ad un motore molto potente, rendeva possibile una velocità altamente supersonica. L'apertura alare era relativamente ridotta, ed il carico bellico esterno poteva essere agganciato a quattro piloni sub-alari. Il fattore di carico massimo era di 7 g.
Il radar ed il sistema d'arma era praticamente identico a quello del MiG-29, con controlli di volo fly-by-wire.
Si trattava di un aereo monoposto, con un seggiolino eiettabile Zvezda K-36V tipo zero-zero.

### Propulsione
Lo Yak-141 era un trireattore. I due turbofan per il decollo verticale erano degli RKBM RD-31D-41 da 4 100 kgf, sistemati in tandem direttamente dietro alla cabina di pilotaggio. I due motori, progettati appositamente per il nuovo aereo, erano inclinati in avanti di 5 gradi, ed avevano gli ugelli di scarico che si potevano deflettere per valori compresi tra +/-12,5 gradi.
Il motore principale per il volo "rettilineo" era un turbofan MNPL Soyuz R-79V-300 con ugello di scarico inclinabile. Questo era situato tra i piani di coda, appena dietro le ali. La potenza sviluppata dal motore era di 10.900 kgf a secco e 15 500 con postbruciatore. Nel corso di un decollo/atterraggio verticale, l'ugello di scarico veniva inclinato di 90 gradi verso il basso, mentre nel caso di decollo convenzionale "corto" l'inclinazione era di 63 gradi.
La grande potenza del motore costituiva anche uno dei maggiori limiti dell'aereo in questione. Infatti, per far funzionare il sistema di sostentamento nei casi di decollo/atterraggio verticale, era necessario accendere il postbruciatore. I gas di scarico giungevano a temperatura elevatissima sulla pista, danneggiandola in modo serio. Quindi, fu necessario rivestire il ponte della portaerei Admiral Gorshkov con un particolare sistema di raffreddamento liquido, in modo da assorbire il calore prodotto dal motore.

### Prestazioni
Le prestazioni dello Yak-41M erano decisamente superiori a quelle del predecessore Yak-38. La velocità massima raggiungibile era:
- 1 250 km/h a livello del mare;
- 1 800 km/h (Mach 1,7) ad 11 000 metri.

La quota di tangenza massima superava i 15 000 metri. La velocità di salita era di 250 metri al secondo.
L'autonomia variava a seconda delle condizioni.
- decollo verticale: 650 km senza armi esterne a livello del mare, 690 km con 2.000 kg di armamento (pista da 120 metri). Fino a 1 400 km tra i 10 000 ed i 12 000 metri senza serbatoio supplementare.
- decollo corto: 2 100 km con serbatoio supplementare di carburante esterno (1 750 kg massimo).

### Armamento
Il Freestyle era in grado di imbarcare una grande varietà di missili, che potevano essere agganciati a quattro piloni sub-alari. L'armamento fisso era costituito da un cannone GSh-310 da 30 mm, posizionato in un alloggiamento in basso, situato davanti alla fusoliera.
I missili imbarcabili erano sia aria-aria, sia aria-superficie.
Missili aria-aria:
- AA-8 Aphid
- AA-10 Alamo
- AA-11 Archer
- AA-12 Adder

Missili aria-superficie:
- AS-10 Karen
- AS-14 Kedge

A questi, occorre anche aggiungere l'AS-17 Krypton antiradar da guerra elettronica, oltre a bombe a caduta libera, a grappolo e pods lanciarazzi. Il carico complessivo comunque dipendeva dal tipo di decollo. Infatti, nel caso si decollo verticale, il carico bellico ammesso era di 1 000 kg, mentre nel caso di decollo convenzionale raggiungeva il suo valore massimo di 2 600 kg.

## L'attività di volo e la cancellazione del programma
Le prove di volo del nuovo aereo iniziarono poco dopo il primo volo. Durante una serie di voli, nell'aprile 1991, lo Yak-41M (che per le esibizioni era stato chiamato Yak-141) conseguì ben 12 record mondiali per la categoria VTOL, riconosciuti dalla FAI. La designazione Yak-141 fu successivamente riutilizzata per le varianti da esportazione.
Secondo le intenzioni dei vertici delle forze armate sovietiche, lo Yak-41M avrebbe dovuto sostituire lo Yak-38 come caccia imbarcato a bordo delle quattro portaerei classe Kiev (Kiev, Minsk, Novorossijsk e Baku). Il primo appontaggio sulla portaerei Baku (che proprio in quel periodo sarebbe stata rinominata Admiral Gorshkov) ebbe luogo il 26 settembre 1991. Tuttavia, poco più di una settimana dopo, il 5 ottobre, un prototipo, a causa dell'ingestione di gas di scarico, compì un appontaggio piuttosto duro e rimase danneggiato.
Tuttavia, la crisi economica seguita alla dissoluzione dell'Unione Sovietica provocò la cancellazione della quasi totalità dei programmi militari. Questa sorte toccò anche allo Yak-141, che fu cancellato dalla VMF nel 1992.
Poco tempo dopo, iniziò anche la radiazione delle navi che avrebbero dovuto imbarcare il nuovo caccia. Il 30 giugno 1993, le portaerei Kiev, Minsk e Novorossijsk furono ritirate dal servizio, e successivamente vendute per la demolizione. L'unità superstite, l'Admiral Gorshkov, rimase in una situazione di operatività ridotta fino al 1995, anno in cui fu posta in vendita.

## Gli sviluppi successivi

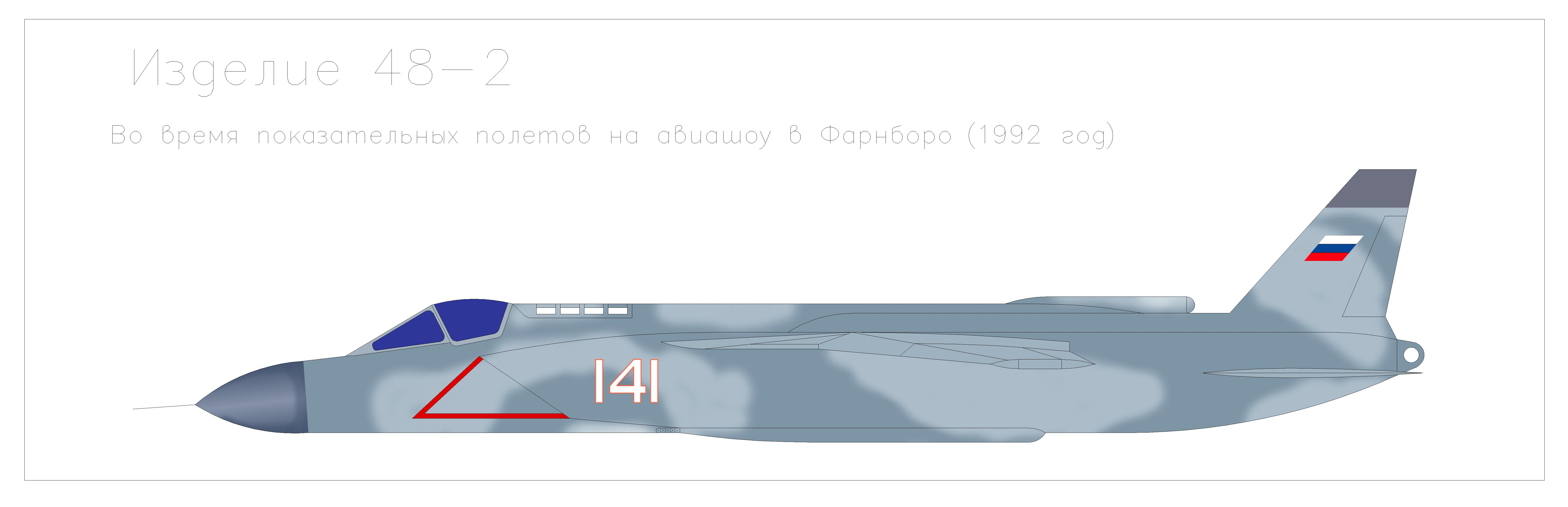
Yak-141 (48-2, 1992)

Nonostante la cancellazione del programma, l'OKB Yakovlev continuò a portare avanti lo sviluppo dello Yak-41M (o Yak-141) per il mercato estero. In particolare, l'esemplare 75 fu mostrato in volo nel settembre 1992 al Farnborough Air Show con lo scopo di attrarre finanziamenti esteri, ma senza successo. L'aereo, per l'occasione, era stato ridipinto come 141 bianco.
Le attività di sviluppo cessarono definitivamente nel 1993.
Alcuni Paesi, come Cina, India ed Argentina, mostrarono interesse per questa macchina. Il velivolo fu anche proposto in Occidente, e inizialmente Alenia e British Aerospace si interessarono al Freestyle, vista l'esigenza di sostituire l'Hawker Siddeley Harrier. Lo stesso presidente Boris Yeltsin intervenne con alcuni decreti per favorire le esportazioni dell'aereo, o almeno una collaborazione di un partner estero. Nonostante ciò, nessun ordine si concretizzò mai.
Successivamente, la documentazione tecnica fu offerta ai costruttori impegnati nel programma ASTOVL (Advanced Short Takeoff and Vertical Landing), e fu acquistata dalla Lockheed-Martin. Tale programma confluì poi nel JSF e quindi nel successivo F-35 Lightning II.
Per quanto riguarda i prototipi, non è chiaro il loro destino. Alcune fonti riferiscono infatti che l'unico esemplare rimasto fu smontato e chiuso in un hangar. Comunque, almeno uno Yak-141 risulta ancora in possesso delle forze armate della Federazione Russa.

## Riepilogo delle versioni

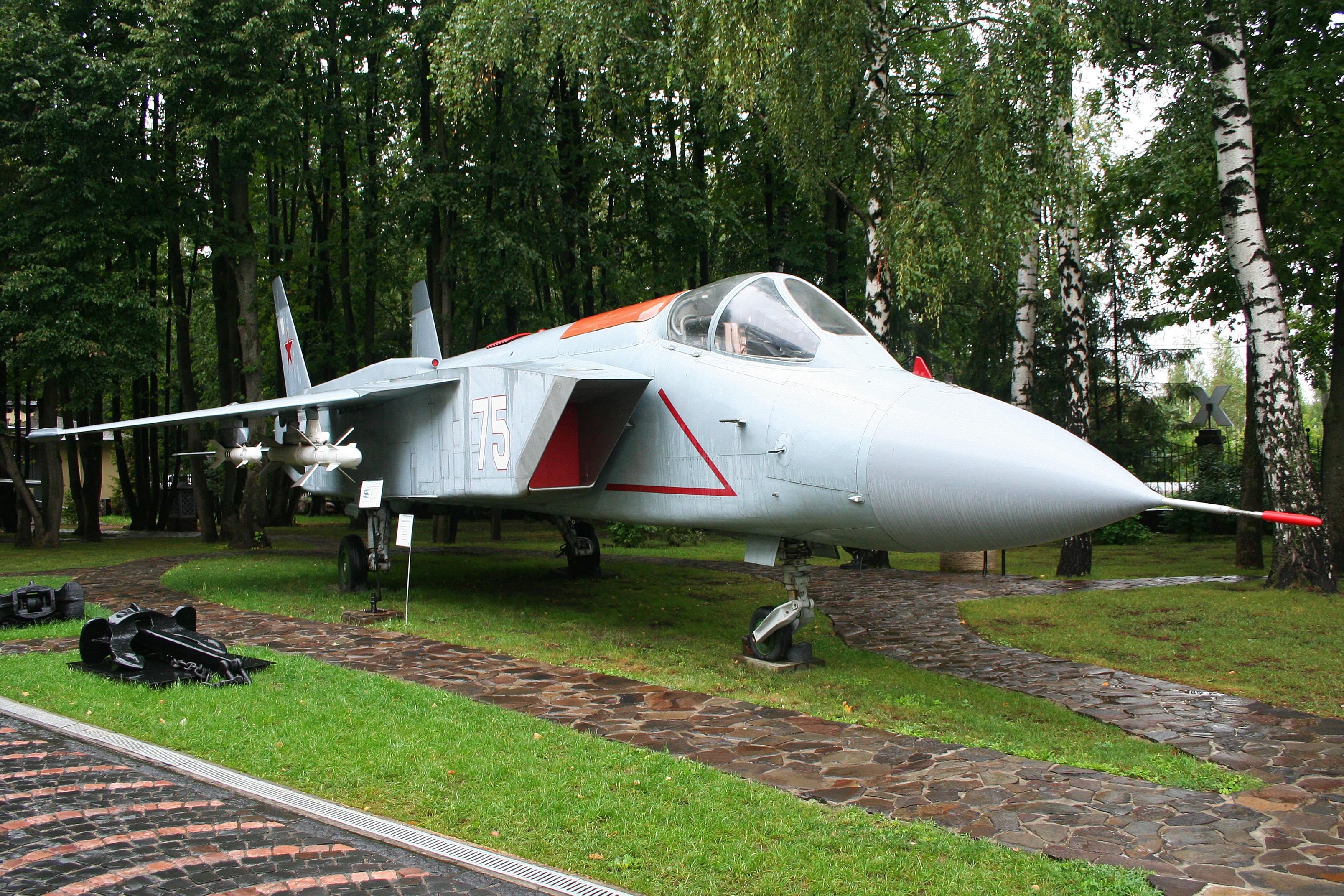
Uno Yakolev Yak-41M

- Ram-T: designazione NATO provvisoria dello Yak-41M.
- Yak-41: versione base, poi abbandonata. Si trattava del progetto di un aereo da caccia intercettore “dedicato”.
- Yak-41M: versione perfezionata, a cui appartenevano i soli due esemplari volanti dell'aereo. Si trattava della versione multiruolo, progettata anche per impiego antinave. La versione di serie avrebbe dovuto presentare alcune differenze, come la possibilità di rifornimento in volo, motori più potenti (R-79M) e maggiori capacità di carico.
- Yak-41U: versione biposto da addestramento. Il prototipo non fu mai ultimato.
- Yak-43: nome di progetto Izdelye 201. Si trattava della versione con tecnologia stealth, che rimase sulla carta. Progettata per le esigenze della VVS e non per l'impiego imbarcato, avrebbe dovuto montare un turbofan Samara NK-321, dello stesso tipo di quelli impiegati sui Tupolev Tu-160. Secondo i progettisti, avrebbe dovuto avere ali trapezoidali, fusoliera più lunga e una stiva interna per le bombe.
- Yak-141: designazione utilizzata nei voli per stabilire i nuovi primati.
- Yak-141M: designazione proposta per la variante da esportazione, che avrebbe dovuto essere caratterizzata da un peso maggiore e avionica migliorata.

## Velivoli comparabili
- EWR VJ 101
- Hawker Siddeley Harrier
- Hawker Siddeley P.1154
- McDonnell Douglas-BAe AV-8B Harrier II
- Lockheed Martin F-35 Lightning II
- VFW VAK 191B

### Riviste
- Aeronautica & difesa n. 225, Edizioni Monografie Srl, Roma